# Čik
Čik (in russo Чик?) è un insediamento operaio dell'oblast' di Novosibirsk, nella parte sud della Siberia Occidentale, in Russia. Si trova nel distretto Kočenëvskij.
Si trova sul fiume Čik, 20 km a ovest di Novosibirsk e 15 km a est di Kočenëvo. Ha una stazione ferroviaria sulla linea Novosibirsk - Omsk della Ferrovia Transiberiana.